# Placynthium pluriseptatum
Placynthium pluriseptatum är en lavart som först beskrevs av Johann Franz Xaver Arnold, och fick sitt nu gällande namn av Johann Franz Xaver Arnold. Placynthium pluriseptatum ingår i släktet Placynthium och familjen Placynthiaceae.   Inga underarter finns listade i Catalogue of Life.